# Xiao yanzi
Xiao yanzi (小燕子S, Xiǎo yànziP, lett. "La piccola rondine") è una canzone per bambini del 1957 molto popolare nella Cina continentale.
Il brano è stato composto dal musicista cinese Wang Yunjie, con testi di Wang Lu, per la colonna sonora del film Hushi riji (护士日记S, Hùshì rìjìP, lett. "Diario di un'infermiera"). Il brano è interpretato dall'attrice Wang Danfeng: la scena in cui la protagonista Jian Suhua canta la ninna nanna della piccola rondine per fare addormentare un bambino è entrata nell'immaginario collettivo cinese ed è considerata una scena iconica della cinematografia cinese degli anni cinquanta.
Xiao yanzi è divenuta una delle più famose canzoni cinesi per bambini, insegnamento obbligato nelle scuole elementari della Repubblica Popolare Cinese, anche per la sua interpretazione politico-propagandistica a favore della "nuova Cina" nata nel 1949. Del brano sono state inoltre realizzate numerose versioni, sia strumentali sia cantate.

## Storia
Nel maggio 1955 il poeta Wang Lu, insegnante a Daye, provincia di Hubei, venne ricoverato in ospedale per problemi alla vista; l'idea di scrivere una filastrocca gli venne quando vide una rondine entrare nella finestra della sua stanza. Oltre a Xiao yanzi, scrisse altri quattro brani per bambini (好菜园S, Hǎo càiyuánP, lett. "Il bell'orto"; 花婶婶儿S, Huā shěnshen erP, lett. "La zia Hua"; 小黑孩儿S, Xiǎo hēi hái'érP, lett. "Il bambino dalla pelle scura"; 小老鼠儿S, Xiǎo lǎoshǔ erP, lett. "Il topolino") e i suoi componimenti vennero prima pubblicati sul giornale dell'istituto di Daye e poi sul numero di giugno 1956 della rivista Chángjiāng wényì (长江文艺S, lett. "Changjiang arte e letteratura") in occasione della giornata dei bambini del 1º giugno.
In quello stesso periodo, a Shanghai erano in corso le riprese del film Hushi riji e il compositore Wang Yunjie fu incaricato di comporre la colonna sonora. Per la traccia principale, che doveva essere cantata dall'attrice protagonista Wang Danfeng in una scena del film come ninna nanna, il compositore pensò di utilizzare il testo della "piccola rondine" che aveva letto sulla rivista. Scrisse quindi a Wang Lu, chiedendogli di utilizzare la sua filastrocca e di collaborare per scriverne una nuova versione che meglio si adattasse alla musica e alla scena. Dopo alcune modifiche e aggiustamenti, Wang Yunjie compose il brano musicale che sarà poi eseguito da Wang Danfeng nella nota scena del film uscito nel 1957. Ai tre autori della canzone, che per pura coincidenza condividevano lo stesso cognome (Wang), è stato conferito il soprannome "i tre re", in quanto wang in cinese significa letteralmente "re", "sovrano".

## Testo
(La prima strofa della canzone)
Il testo della canzone, scritto da Wang Lu nel 1955, e riadattato tra il 1956 e il 1957 dal musicista Wang Yunjie al momento della composizione del brano musicale per il film Hushi riji, mette in scena il dialogo tra un bambino e una rondine, la quale è arrivata in città per la primavera, come fa infatti ogni anno. In un passaggio, il bambino invita la piccola rondine a fermarsi a lungo in città, in quanto «quest'anno [la primavera] è ancora più bella» poiché sono state costruite «grandi fabbriche» e impiantati «nuovi macchinari». Si nota infatti come la canzone sia influenzata dal clima ottimistico per il progresso industriale della Cina nel periodo del cosiddetto "grande balzo in avanti", attuato dalle politiche di Mao Zedong.